# آلات (أوزبكستان)
آلات هي بلدة ومركز مقاطعة آلات في ولاية بخارى في أوزبكستان.